# Chris Wagner (Eishockeyspieler)
Christopher „Chris“ Wagner (* 27. Mai 1991 in Walpole, Massachusetts) ist ein US-amerikanischer Eishockeyspieler, der seit Juli 2023 bei der Colorado Avalanche in der National Hockey League unter Vertrag steht und parallel für deren Farmteam, die Colorado Eagles, in der American Hockey League (AHL) auf der Position des Centers spielt.

## Karriere

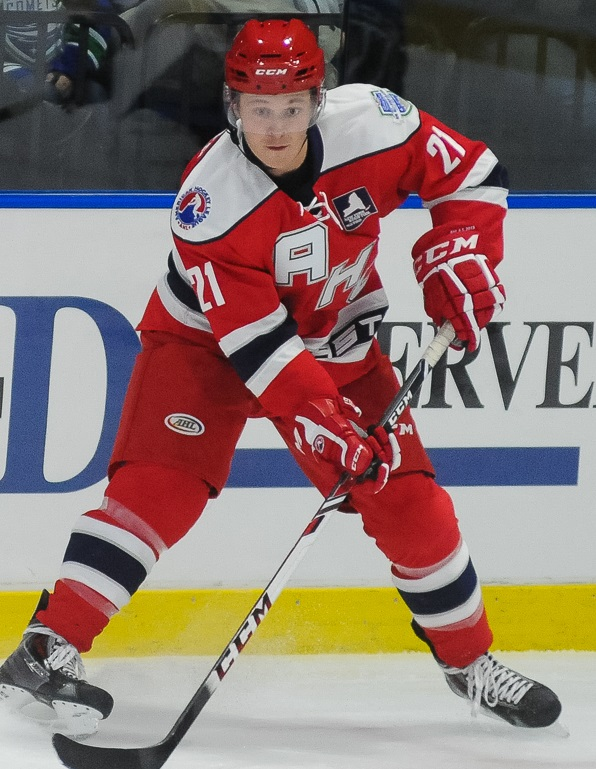
Wagner beim AHL All-Star Classic 2015

Wagner spielte während seiner Juniorenzeit zunächst von 2008 bis 2010 für die South Shore Kings in der Eastern Junior Hockey League. Von dort wurde er im NHL Entry Draft 2010 in der fünften Runde an 122. Stelle von den Anaheim Ducks aus der National Hockey League ausgewählt. Der Stürmer entschied sich aber zunächst ein Studium an der Colgate University zu verfolgen und spielte zeitgleich für das Eishockeyteam der Universität in der ECAC Hockey, einer Division der National Collegiate Athletic Association.
Nachdem Wagner von den Anaheim Ducks im April 2012 unter Vertrag genommen worden war, wechselte er zur Saison 2012/13 ins Profilager und kam in den folgenden drei Spielzeiten größtenteils bei den Norfolk Admirals, die als Farmteam der Ducks fungierten, in der American Hockey League zum Einsatz, ehe er in der Saison 2014/15 auch sein Debüt in der NHL feiern konnte. Es blieb aber bei lediglich neun Einsätzen in diesem Zeitraum. Mit Beginn der Spielzeit 2015/16 kam der US-Amerikaner regelmäßig für Anaheim zum Einsatz. Allerdings wurde er im November 2015, beim Versuch ihn über die Waiver-Liste in die AHL zum neuen Farmteam San Diego Gulls zu schicken, von der Colorado Avalanche ausgewählt. Diese setzten ihn bis zum Februar 2016 in insgesamt 26 Spielen ein, ehe er über die Waiver-Liste nach Anaheim zurückkehrte, wo er direkt an die San Diego Gulls abgegeben wurde. Im April wurde Wagners auslaufender Vertrag frühzeitig um zwei Jahre verlängert.
Im Februar 2018 wurde Wagner zur Trade Deadline im Tausch für Jason Chimera an die New York Islanders abgegeben. Dort beendete er die Saison 2017/18, erhielt jedoch keinen weiterführenden Vertrag, sodass er sich im Juli 2018 als Free Agent den Boston Bruins anschloss. In gleicher Art und Weise wechselte er im Juli 2023 zur Colorado Avalanche.

## Erfolge und Auszeichnungen
- 2010 EJHL Most Valuable Player
- 2010 EJHL Offensive Player of the Year
- 2012 ECAC Second All-Star Team
- 2015 Teilnahme am AHL All-Star Classic

## Karrierestatistik
Stand: Ende der Saison 2024/25
(Legende zur Spielerstatistik: Sp oder GP = absolvierte Spiele; T oder G = erzielte Tore; V oder A = erzielte Assists; Pkt oder Pts = erzielte Scorerpunkte; SM oder PIM = erhaltene Strafminuten; +/− = Plus/Minus-Bilanz; PP = erzielte Überzahltore; SH = erzielte Unterzahltore; GW = erzielte Siegtore; 1 Play-downs/Relegation; Kursiv: Statistik nicht vollständig)